# محمية شنوف
تقع محمية شنوف في إمارة الشارقة- الإمارات العربية المتحدة.
احتلت إمارة الشارقة بالمرتبة الثانية من حيث عدد المحميات الطبيعية على مستوى الدولة والتي بلغت 14 محمية منها 12 محمية برية.
محمية شنوف هي محمية برية تمتاز بتجمع لشجر الغاف.
 تعطى المحميات الطبيعية أهمية كبيرة في الإمارات العربية المتحدة، حيث تمتد المحميات على امتداد الدولة و تزخر بتنوع بيولوجي كبير.